# Пиют
Пию́т (гебраизм פִּיּוּט‎, от греч. ποιητής — «поэт») — обобщающее название ряда жанров еврейской литургической поэзии, создававшихся с первых веков новой эры до периода Хаскалы, а также каждое отдельное произведение этих жанров.
Большая часть обширной литературы пиютов, в особенности периода так называемого «восточного пиюта» (около V—XII веков), предназначались для украшения иудейских молитв. Произведения авторов пиютов — пайтанов (пайтаним) представляли собой строфические поэмы; они заменяли читавшиеся прежде прозаические фрагменты между бенедикциями и библейскими стихами и исполнялись канторами во время общинного богослужения. Объём и тема пиютов в значительной мере определялись строфической структурой, зачастую также развитием алфавитного (иногда неполного) или именного акростиха.

## Ранний пиют
Литература пиютов зародилась в Византийской Палестине по мере становления вариантов обязательных молитв. Древнейшие произведения периода анонимного пиюта (приблизительно до V века известны частично из Каирской генизы) легко распознаются по характерному ритмическому делению строки на 4 части и по возвышенному, хотя и не усложнённому стилю, основанному главным образом на библейской лексике и стилистике. Характерная черта этой поэзии — определённая ритмическая структура — как правило, 4 стопы в каждой строке; позднее развивается просодическая система (мишкал ха-тевот), основанная на постоянном количестве слов (обычно 4 или 5) в строке.

## Классический пиют
Первым из пайтанов, чьё имя дошло до нас, был Иосе бен-Иосе, однако формирование классического «восточного пиюта» происходило в творчестве более поздних поэтов, таких как Яннай, Шимон бен-Мегас, Элазар Калир, Хадута бен-Аврахам, Иехошуа ха-Кохен, Иосеф бен-Нисан из Шаве-Кирьятаим (VI—VIII века). Созданный ими поэтический стиль был назван «калирианским» (калири) в честь одного из виднейших представителей этого жанра — Элазара Калира. В отличие от авторов анонимного пиюта с их ясным библейским слогом поэты нового направления широко использовали всё лексическое богатство иврита, включая талмудический и мидрашистский, занимались языковым новаторством. Язык их зачастую настолько усложнён, что понимается с трудом. Уже у Иосе бен-Иосе встречается употребление сходных слов в качестве зачаточной рифмы. Начиная с Янная рифма — обязательна, вероятно, как результат формального развития библейского просодического принципа параллелизма (не исключено также влияние арабской поэзии, где уже была рифма). К совпадающим окончаниям не предъявляли требование ударности, то есть рифма была атонической (вплоть до XVI века); так, например, слова ше́лег («снег») и поле́г («разделяющий») считали рифмующимися. Рифма была сквозной и не менялась в пределах строфы.

## Поздний пиют
В VIII—XI веках центр деятельности пайтанов переместился из Византийской Палестины в Вавилонию и Северную Африку. В течение периода «восточного пиюта» сформировали большинство текстов для богослужения, однако в них ещё вносились изменения. С выходом в свет первых молитвенных сборников (IX век, Вавилония) фиксация богослужебного канона уже не позволяла включать новые пиюты в богослужение, что привело к распаду и видоизменению многих форм пиюта. Например, отдельные компоненты структуры классических пиютов жанра йоцрот, не будучи более привязаны к конкретным бенедикциям, превратили в самостоятельные поэтические жанры. На последней стадии периода «восточного пиюта» (X—XII века) возникли менее ритмизованные стихотворения и продолжался распад классических форм, путём эксперимента усовершенствовалась поэтическая техника, вводились новые системы рифмовки свободным словотворчеством в произведениях Саадии гаона и его учеников (среди его нововведений была, например, схема а-а-а-б в-в-в-б).
Саадия гаон первым ввёл элемент философского размышления в еврейскую литургическую поэзию. Он же впервые сформулировал принцип возврата к библейскому ивриту (так называемый принцип цахот, то есть чистоты стиля, хотя сам не вполне ему следовал). Этот принцип стал краеугольным камнем новой еврейской поэтической школы, возникшей в мусульманской Испании (Андалусии) в середине X века.

## Испанский пиют
С расцветом в Испании светской поэзии на иврите, адаптировавшей арабскую квантитативную просодию (то есть основанную на регулярном чередовании долгих и кратких слогов) и перенявшей множество мотивов и жанров арабской поэзии (касида, мувашшах) изменилось и отношение к пиюту. Особое место в пиюте заняли критерии высокой художественности и лирического выражения религиозного переживания. Начиная с Иосефа ибн-Авитура (конец X века — начало XI века), ещё не вполне принадлежавшего к новой школе и особенно Шломо ибн-Габирола испанские пайтаны отказываются от традиций «восточного пиюта». В литургическую поэзию вторгаются ритмы и образы поэзии светской. Многие крупные светские поэты андалузской школы — Ибн Габирол, Ицхак ибн-Гиат (2-я половина XI века), Моше ибн-Эзра, Иехуда ха-Леви, а в христианский период — Аврахам ибн-Эзра, были также авторами пиютов. Совершенство их литургической поэзии не уступало литературным достоинствам их светских произведений и, возможно, превосходило их. Язык пиютов в средневековой Испании — библейский, замечательно гибкий и ясный, воспринимавший новшества. Наряду с основной формой версификации, специально разработанной для литургической поэзии андалузской школы и представлявшей собой своеобразный силлабический (то есть основанный на постоянном количестве слогов в строке) метр, в ней зачастую использовалась и квантитативная просодия светской поэзии и близкая к тонической метрика классического «восточного пиюта».

## Темы пиюта
Многие произведения отличает поразительная универсальность тем: чудо мироздания, свидетельствующее о Создателе; вечная гармония планетного года; счастье, обретаемое человеческой душой в единстве с Господом; её томление по источнику вечной жизни. В них отразилась парадоксальность религиозного опыта: близость к Богу и одновременно удалённость от Него, невозможность словесного выражения религиозного переживания и вместе с тем потребность в таком выражении. Некоторое влияние на еврейскую литургическую поэзию Испании имела мистическая поэзия.
Стиль испанских пайтанов оказал большое влияние на пиют Северной Африки, Йемена, Эрец-Исраэль, Прованса, Италии. В меньшей степени это влияние сказалось в позднейшем ашкеназском пиюте (во Франции и Германии).

## Жанры пиюта
Среди жанров классического пиюта наиболее распространёнными были акеда, авода, кровот, йоцрот, а в более поздние эпохи — кинот, слихот:
- А́кеда — поэтическое описание жертвоприношения Ицхака.
- А́вода — поэтическое описание храмовой службы в Йом-кипур, основанное на талмудическом трактате Йома.
- Крово́т (ед. ч. крова) — поэмы, произносимые при повторении кантором молитвы «Амида». Наибольшее распространение получила разновидность кровот, называемая кдушта. Это стихи, включённые в первые 3 благословения, вплоть до отрывка, носящего название кдуша.
- Йоцро́т (ед. ч. йоцер) — поэмы, включённые в благословение йоцер ор, произносимое перед утренним чтением Шма. Первыми пайтанами, сочинявшими йоцрот, были Элазар Калир и Иосеф бен-Нисан из Шаве-Кирьятаим.
- Офан[1].
- Зулат.
- Пизмон.